# Hoher Islamischer Rat der Schiiten (Libanon)
Der Hohe Islamische Rat der Schiiten (arabisch المجلس الإسلامي الشيعي الأعلى al-Madschlis al-Islāmī al-Shīʻī al-Aʻla) des Libanon ist das offizielle Repräsentationsorgan der Schiiten im Libanon.
Der Oberste Rat der schiitischen Geistlichen wurde 1969 vom Gründungspräsidenten Seyyed Musa Sadr und von Scheich Mustafa Sulaiman (سليمان اليحفوفي) gegründet. Sein Sitz ist in Haret Hreik in der libanesischen Hauptstadt Beirut.
Ajatollah Scheich Abdul Amir Kabalan (عبد الأمير قبلان) ist der derzeitige Vorsitzende, er ist der Nachfolger von Muhammad Mahdi Schams al-Din (محمد مهدي شمس الدين).
Zu seinen Mitgliedern zählt der Kritiker der Hisbollah Scheich Seyyed Hani Fahs.